# 松本光司 (操演技師)
松本 光司（、1933年〈昭和8年〉2月1日 - 2005年〈平成17年〉12月20日）は、日本の特撮映画操演技師。東京都新宿区若松町出身。

## 職歴
1953年、映画業界入り。1961年、 新東宝から東宝特殊技術課にの操演部に移籍。新東宝時代は、監督の石井輝男から気に入られていたという。映画『モスラ対ゴジラ』（1964年）以降、中代文雄のもとで操演技師を務め、東宝特撮作品の多くに携わる。
1970年4月1日、東宝美術に移籍。
1993年4月1日、定年退職。最後の参加作品は『ゴジラvsモスラ』であった。「特殊美術課最後の操演師」とも称される。
2005年12月20日、肺癌のため死去。享年72。

## 人物・エピソード
自身の技術について、潤沢な予算があれば良い道具を揃えられたが、予算がない中では古い道具を使うしかなく、撮影時間もないため早く撮らねばならなかったことなどから、ピアノ線の芸術になってしまったと述べている。
生前は、物を持つと、それを吊るのに必要なピアノ線の太さがわかると豪語していた。
東宝へ移籍したのは、当時盛んだった所内野球チームの助っ人として野球の腕を買われたためであると述べていた。
東宝で使われていた操演用のクレーンは、中代が松本の身長に合わせて制作したものとされる。
平成ゴジラシリーズでは操演を要する怪獣が多かったため、操演が尾だけのゴジラのシーンではホッとしていたという。
操演助手を務めた白石雅彦は、松本の引退後は操演の仕掛けが複雑化していったと述懐している。

## 担当作品
- 1961年7月30日 - モスラ[6][注釈 2]
- 1962年3月21日 - 妖星ゴラス[9][2]（ノンクレジット）
- 1964年4月29日 - モスラ対ゴジラ[1][3]
- 1973年12月29日 - 日本沈没
- 1974年8月3日 - ノストラダムスの大予言
- 1974年12月28日 - エスパイ
- 1975年3月15日 - メカゴジラの逆襲[4]
- 1975年7月12日 - 東京湾炎上
- 1976年10月2日 - 大空のサムライ
- 1977年12月17日 - 惑星大戦争
- 1978年8月12日 - 火の鳥
- 1981年8月8日 - 連合艦隊
- 1984年3月17日 - さよならジュピター
- 1984年8月11日 - 零戦燃ゆ
- 1984年12月15日 - ゴジラ
- 1987年9月26日 - 竹取物語
- 1988年9月17日 - アナザー・ウェイ ―D機関情報―
- 1989年7月22日 - ガンヘッド
- 1989年12月16日 - ゴジラvsビオランテ
- 1991年12月14日 - ゴジラvsキングギドラ
- 1992年12月12日 - ゴジラvsモスラ[4]